# Siracusa mikvéi
Siracusa mikvéi, az Ortigia-szigetén található három zsidó rituális fürdői.

## Történelmi háttér
Szicíliában a zsidók jelenléte, mintegy 1500 évre nyúlik vissza. A sziget Földközi-tengeren levő stratégiai elhelyezkedése miatt kedvelt állomása volt a zsidó árusoknak és kereskedőknek. Az első zsidók Kr.u 70 körül jelentek meg a szigeten, miután a rómaiak Jeruzsálem leverése után behurcolták őket rabszolgaként a szigetre. 
A középkorig a zsidó közösség virágzott a szigeten, mintegy 50 településen voltak jelen. Ezek közül Palermo, Messina, Taormina, Catania, Siracusa, Agrigento és Agira rendelkezett jelentős zsidósággal, akik posztókereskedőként, orvosként, bankárként, földművelőként, kereskedőként és aranyművesként dolgoztak ezekben a városokban.  Mintegy 100 ezer zsidó élt a szigeten egészen 1492-ig, ekkor a sziget spanyol uralom alatt volt, és II. Ferdinánd király döntésével a zsidókat száműzték a szigetről. 
A szigeten maradt zsidókra a kivégzés várt vagy áttértek a katolicizmusra. Ekkoriban Siracusa rendelkezett a sziget második legnépesebb zsidó közösségével, akik Ortigian éltek, a mai Giudecca-negyed területén.   

## Mikvék

### Fülöp apostol-templom alatti mikvé
1977-ben fedezték fel a mikvét, ami a Fülöp apostol-templom alatt 14 méterrel található. Feltételezhető hogy a templom, maga zsidónegyed romjaira épült. 

### Palazzo Bianco
A 6. század körül épülhetett a mikvé. 20 méterrel a földalatt található, ahova csigalépcső vezet le. A mikvét 1992-ben fedezték fel, miután az akkori tulajdonos megvette az itt található ingatlant. Az ingatlan elhanyagolt állapotban volt, felújította és véletlennek köszönhetően, felfedezték a lejárót a föld alá, ahol a zsidó fürdő épen maradt. Egy főrészből és három "mártozó" szobából áll ez a fürdő. A három "mártozó" szobát nők használhatták. Emellett voltak kisebb mártozó helyiségek, amit kizárólag a rabbik és feleségeik használhattak. 

## Galéria

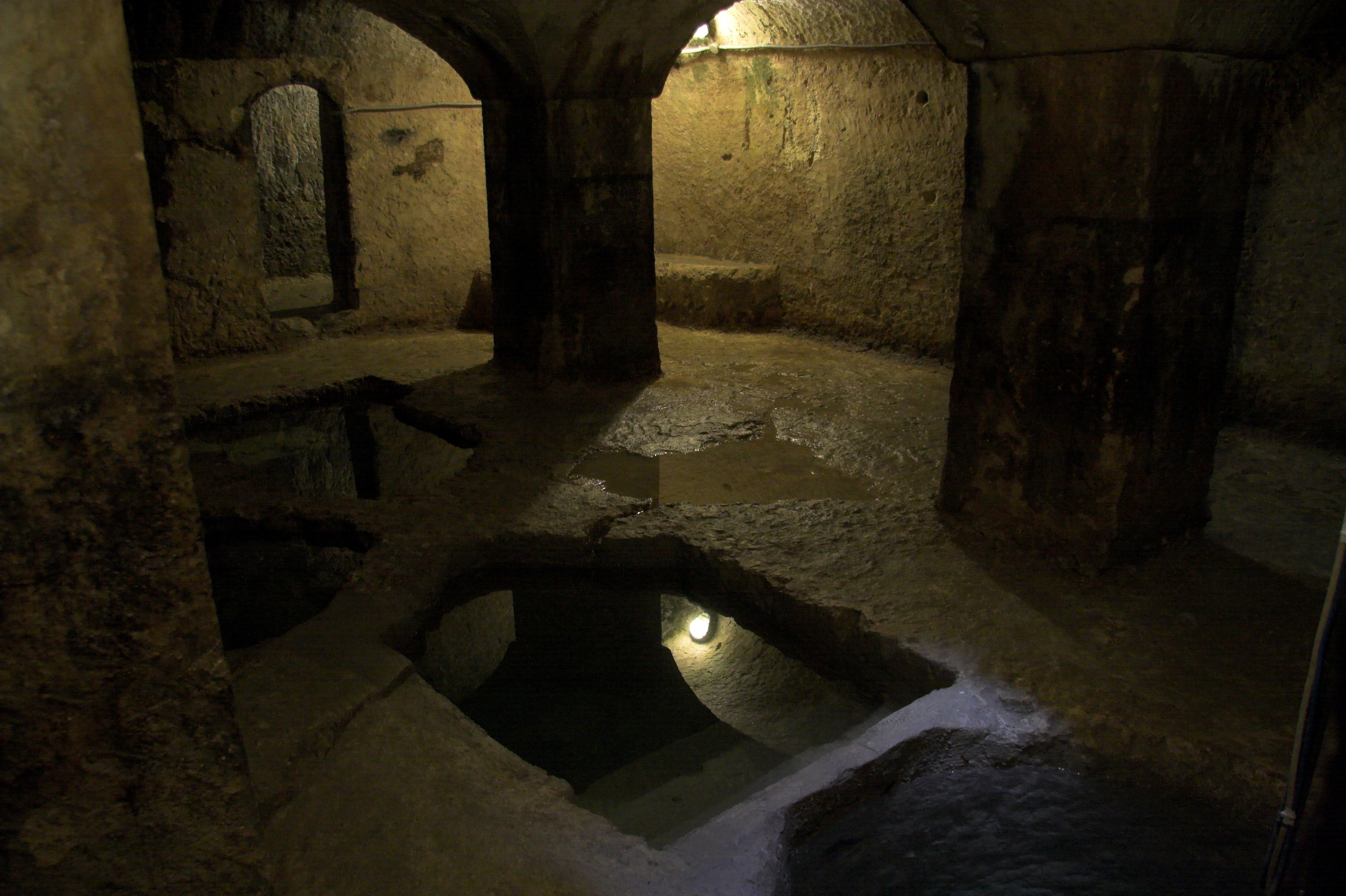
Mikve belseje
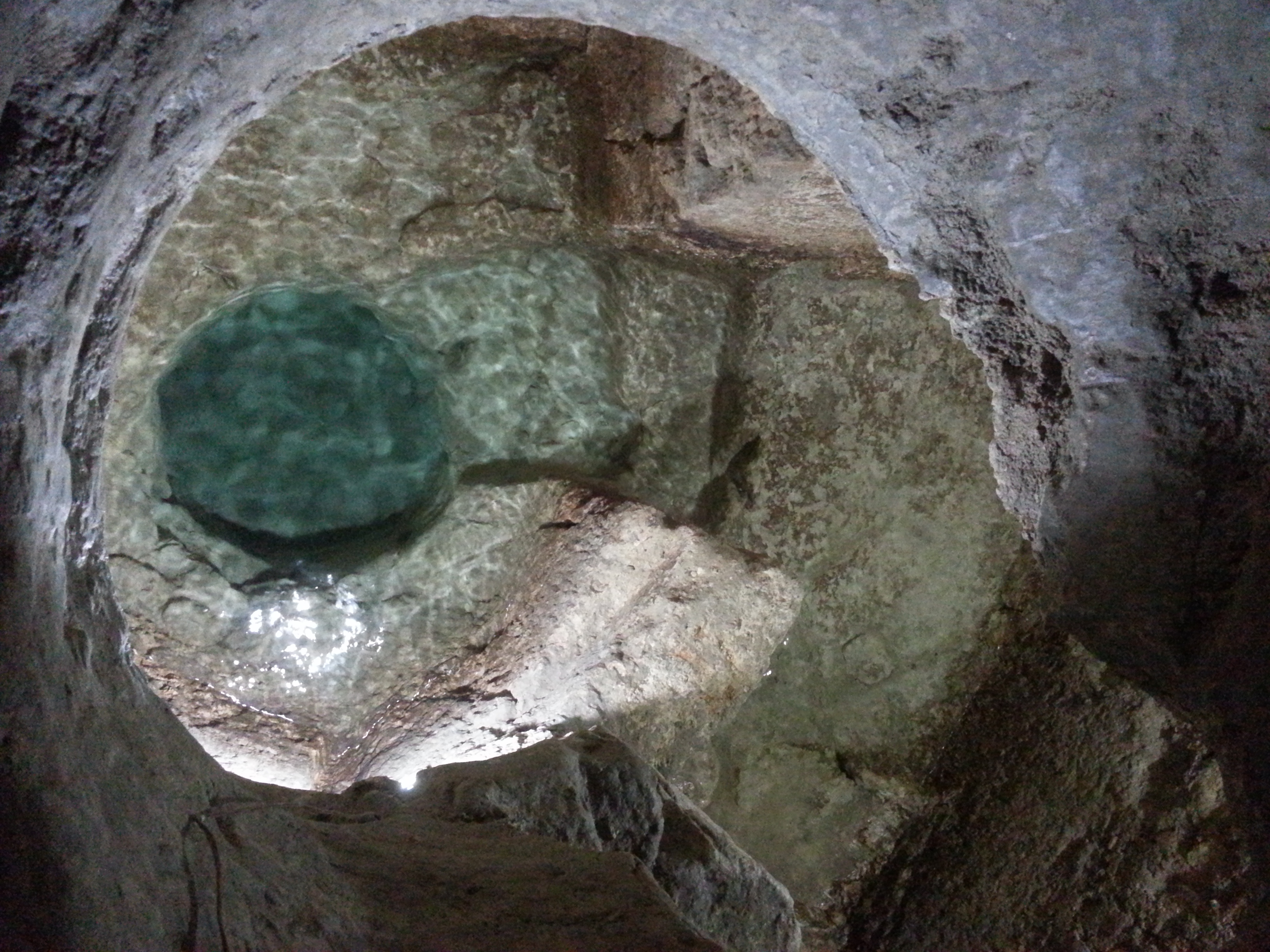
Fülöp apostol-templom alatti mikvé